# تسوباسا نیهی
تسوباسا نیهی (انگلیسی: Tsubasa Nihei؛ زادهٔ ۱۰ سپتامبر ۱۹۹۴) بازیکن فوتبال اهل ژاپن است.